# Mary d'Ous
Mary d'Ous és un espectacle teatral de la companyia de teatre Els Joglars. Fou ideada a Pruit i estrenada el 2 de desembre de 1972 al Teatre de l'Associació Cultural de Granollers, on va estar en cartell fins al 3 de juliol de 1974. Albert Boadella s'encarregà de la direcció escènica, Fabià Puigserver del vestuari i Yago Pericot de l'escenografia. El 9 de febrer de 1973 es va representar al Teatre Capsa de Barcelona.

## Sinopsi
L'obra batega sobre l'escena inicial, on Mary bat ous i taral·leja la melodia del programa radiofònic d'Elena Francis, i en la que els dos personatges principals, John i Mary, amb batuda d'ous, es troben en diferents situacions interpretades per tres actors i tres actrius que s'intercanvien els papers, presentant els modals socials i la hipocresia de les formes d'una parella perfecta de casats en una llar feliç. Finalment, després de diferents jocs escènics, quatre dels actors queden embolicats en una tela elàstica imiten els moviments del batec del cor mentre els altres dos l'aguanten, en una al·legoria de la vida que es rebel·la a ser empresonada.
L'obra es desenvolupa sense paraules en un espai tancat en forma d'estructura metàl·lica i amb un ambient tens i agressiu on el grup intenta aconseguir un llenguatge més pròxim als espectadors perquè en treguin llurs pròpies conclusions.

## Intèrprets
- Glòria Rognoni
- Ferran Rañé
- Andreu Solsona
- Jaume Sorribas
- Lluïsa Hurtado
- Marta Català

## Premis
El 1972 van rebre el Fotogramas de Plata a la millor labor teatral.